# Малък манастир
Малък манастир е село в Югоизточна България. То се намира в община Елхово, област Ямбол.

## География
Малък манастир е разположено на 15 км западно от град Елхово.

## История
До началото на XX век селото е населено с гърци. Местното население от гърци кариоти наброява около 1060 жители и се изселва на няколко пъти – през 1906, 1914 и 1925 година – в Гърция. На негово място се заселват български бежанци от Беломорска Тракия. Част от кариотите в 1924 година се заселват в пазарското село Зорбатово, което в 1926 година е прекръстено на Микро Монастири, в превод Малък манастир.
Съборът на селото е на 1 май.